# Mérite civique (médaille)
 (janvier 2024).
La mise en forme du texte ne suit pas les recommandations de Wikipédia : il faut le « wikifier ».
Les points d'amélioration suivants sont les cas les plus fréquents. Le détail des points à revoir est peut-être précisé sur la page de discussion.
- Les titres sont pré-formatés par le logiciel. Ils ne sont ni en capitales, ni en gras.
- Le texte ne doit pas être écrit en capitales (les noms de famille non plus), ni en gras, ni en italique, ni en « petit »…
- Le gras n'est utilisé que pour surligner le titre de l'article dans l'introduction, une seule fois.
- L'italique est rarement utilisé : mots en langue étrangère, titres d'œuvres, noms de bateaux, etc.
- Les citations ne sont pas en italique mais en corps de texte normal. Elles sont entourées par des guillemets français : « et ».
- Les listes à puces sont à éviter, des paragraphes rédigés étant largement préférés. Les tableaux sont à réserver à la présentation de données structurées (résultats, etc.).
- Les appels de note de bas de page (petits chiffres en exposant, introduits par l'outil «  Source ») sont à placer entre la fin de phrase et le point final[comme ça].
- Les liens internes (vers d'autres articles de Wikipédia) sont à choisir avec parcimonie. Créez des liens vers des articles approfondissant le sujet. Les termes génériques sans rapport avec le sujet sont à éviter, ainsi que les répétitions de liens vers un même terme.
- Les liens externes sont à placer uniquement dans une section « Liens externes », à la fin de l'article. Ces liens sont à choisir avec parcimonie suivant les règles définies. Si un lien sert de source à l'article, son insertion dans le texte est à faire par les notes de bas de page.
- La présentation des références doit suivre les conventions bibliographiques. Il est recommandé d'utiliser les modèles {{Ouvrage}}, {{Chapitre}}, {{Article}}, {{Lien web}} et/ou {{Bibliographie}}. Le mode d'édition visuel peut mettre en forme automatiquement les références.
- Insérer une infobox (cadre d'informations à droite) n'est pas obligatoire pour parachever la mise en page.

Pour une aide détaillée, merci de consulter Aide:Wikification.
Si vous pensez que ces points ont été résolus, vous pouvez retirer ce bandeau et améliorer la mise en forme d'un autre article.
Le Mérite Civique est une médaille créée en 1930 et décernée par la Ligue française d'entraide sociale et philanthropique, association loi de 1901. Cette médaille s'appelle, depuis 1968, médaille de l'Etoile Civique.

## Origines
Dans ses statuts de fondation déposés le 22 février 1930, la Ligue française d'entraide sociale et philanthropique déclare avoir pour objet de « rechercher, discerner et signaler à l'attention publique les belles actions, les services désintéressés et les travaux méritoires accomplis avec dévouement pour le bien général. La Ligue se propose de décerner, sous des formes diverses, des prix et récompenses aux personnes ou collectivités qui, après enquête, en auront été jugées dignes ». Son siège social, en 1930, est situé au 39, boulevard de la Chapelle, à Paris (10e). En 1952, le siège est situé au 28 rue de Trévise à Paris.
C'est donc pour récompenser des personnalités ayant rendu des services de toutes natures dans l'intérêt général que la Ligue française d'entraide sociale et philanthropique crée une médaille en 1930, remise chaque année à une promotion de personnalités,.
Fin 1968, la Ligue française d'entraide sociale et philanthropique change d'appellation : elle est rebaptisée Etoile Civique. En conséquence, la médaille du Mérite Civique est elle-même rebaptisée médaille de l'Etoile Civique.

## Descriptions
La médaille du Mérite Civique compte quatre degrés : bronze, argent, vermeil, or.
Jusqu'en 1992, la médaille du Mérite Civique puis de l'Etoile civique se présente sous la forme d'une médaille surmontée d'une couronne de lauriers, et  suspendue à un ruban aux rayures blanches et violettes. À partir de 1992, la médaille perd son ruban. Sur la médaille est inscrite la mention « Mérite Civique » jusqu'en 1968, puis « Etoile Civique » après 1968.

## Récipiendaires
La médaille du Mérite Civique puis de l'Etoile Civique, a été décernée depuis 1930 à plusieurs milliers de personnalités agissant dans tous les domaines : politiques, scientifiques, culturels, militaires, humanitaires, etc.